# Kerkhof van Pervijze
Het Kerkhof van Pervijze is een gemeentelijke begraafplaats in het Belgische dorp Pervijze, een deelgemeente van Diksmuide. De begraafplaats ligt in het dorpscentrum rond de Sint-Niklaaskerk. Op het kerkhof staat een gedenkteken voor de militaire en burgerlijke slachtoffers uit de beide wereldoorlogen.

## Brits oorlogsgraf
Op het kerkhof ligt het graf van James Albert Robertson, officier bij de Royal Canadian Air Force. Hij sneuvelde op 29 november 1943. Zijn graf wordt onderhouden door de Commonwealth War Graves Commission en is daar geregistreerd onder Pervijze Churchyard.